# 33587 Arianakim
33587 Arianakim este o planetă minoră (asteroid), cu un diametru de 5,481 km, din centura de asteroizi. A fost descoperită pe 10 mai 1999 la Experimental Test Site⁠(d) de Lincoln Near-Earth Asteroid Research. 
Obiectul prezintă o orbită caracterizată de o semiaxă mare de 2,4229605 UAi, o excentricitate de 0,14, o înclinație de 4,2046 ° în raport cu ecliptica.